# Campeonato Pernambucano 2024
In 2024 werd het 110e Campeonato Pernambucano gespeeld voor voetbalclubs uit de Braziliaanse staat Pernambuco. De competitie werd georganiseerd door de FPF en werd gespeeld van 10 januari tot 6 april. Sport werd kampioen.
De competitie werd van 13 teams teruggebracht naar 10 teams, waardoor aanvankelijk slechts één team promoveerde, Afogadas. Echter trok Salgueiro zich begin 2024 terug uit de competitie wegens financiële problemen. De club was al jarenlang een vaste waarde, speelde vele jaren in de nationale reeksen en werd in 2020 nog staatskampioen. Vitória, dat vicekampioen geworden was vorig jaar in de Série A2 werd de vrijgekomen plaats aangeboden, maar de club kon op zo'n korte termijn geen volwaardig elftal samenstellen waardoor het aanbod naar Flamengo de Arcoverde ging, dat wel op het aanbod inging. 

## Eerste fase
| Plaats | Club                  | Wed. | W | G | V | Saldo | Ptn. |
| ------ | --------------------- | ---- | - | - | - | ----- | ---- |
| 1.     | Sport do Recife       | 9    | 7 | 0 | 2 | 16:7  | 21   |
| 2.     | Retrô                 | 9    | 6 | 2 | 1 | 16:3  | 20   |
| 3.     | Náutico               | 9    | 6 | 2 | 1 | 12:4  | 20   |
| 4.     | Santa Cruz            | 9    | 6 | 1 | 2 | 16:7  | 19   |
| 5.     | Central               | 9    | 3 | 3 | 3 | 14:15 | 12   |
| 6.     | Afogados              | 9    | 3 | 1 | 5 | 13:21 | 10   |
| 7.     | Maguary               | 9    | 2 | 4 | 3 | 12:10 | 10   |
| 8.     | Petrolina             | 9    | 2 | 4 | 3 | 9:10  | 10   |
| 9.     | Porto                 | 9    | 1 | 0 | 8 | 9:23  | 3    |
| 10.    | Flamengo de Arcoverde | 9    | 0 | 1 | 8 | 8:25  | 1    |

|  | Gekwalificeerd voor halve finale in de derde fase |
|  | Gekwalificeerd voor tweede fase                   |
|  | Degradatie naar Série A2 2025                     |

## Tweede fase
|  |            |       |         |  |
|  | Santa Cruz | 1 – 0 | Central |  |
|  |            |       |         |  |

|  |         |       |          |  |
|  | Náutico | 2 – 0 | Afogados |  |
|  |         |       |          |  |

## Derde fase
In geval van gelijkspel worden strafschoppen genomen, tussen haakjes weergegeven. 
|  | halve finale    | halve finale | halve finale | halve finale |  |                 | finale | finale | finale | finale |
|  |                 |              |              |              |  |                 |        |        |        |        |
|  |                 |              |              |              |  |                 |        |        |        |        |
|  | Santa Cruz      | 1            | 0            | 1 (3)        |  |                 |        |        |        |        |
|  | Sport do Recife | 1            | 0            | 1 (5)        |  |                 |        |        |        |        |
|  |                 |              |              |              |  | Sport do Recife | 2      | 0      | 2      |        |
|  |                 |              |              |              |  | Náutico         | 0      | 0      | 0      |        |
|  | Náutico         | 1            | 0            | 1 (4)        |  |                 |        |        |        |        |
|  | Retrô           | 0            | 1            | 1 (3)        |  |                 |        |        |        |        |

## Totaalstand
| Plaats | Club                  | Wed. | W | G | V | Saldo | Ptn. |
| ------ | --------------------- | ---- | - | - | - | ----- | ---- |
| 1.     | Sport do Recife       | 11   | 7 | 2 | 2 | 17:8  | 23   |
| 2.     | Náutico               | 12   | 8 | 2 | 2 | 15:5  | 26   |
| 3.     | Retrô                 | 11   | 7 | 2 | 2 | 17:4  | 23   |
| 4.     | Santa Cruz            | 12   | 7 | 3 | 2 | 18:8  | 24   |
| 5.     | Central               | 10   | 3 | 3 | 4 | 14:16 | 12   |
| 6.     | Afogados              | 10   | 3 | 1 | 6 | 13:23 | 10   |
| 7.     | Maguary               | 9    | 2 | 4 | 3 | 12:10 | 10   |
| 8.     | Petrolina             | 9    | 2 | 4 | 3 | 9:10  | 10   |
| 9.     | Porto                 | 9    | 1 | 0 | 8 | 9:23  | 3    |
| 10.    | Flamengo de Arcoverde | 9    | 0 | 1 | 8 | 8:25  | 1    |

|  | Kampioen                      |
|  | Vicekampioen                  |
|  | Uitgeschakeld in halve finale |
|  | Uitgeschakeld in tweede fase  |
|  | Degradatie naar Série A2 2025 |

## Kampioen
| Campeonato Pernambucano de 2024 |
| Pernambuco                      |
| ------------------------------- |
| SPORT Kampioen (44° titel)      |

## Topschutters
| Speler            | Speler | Goals | Club  |
| ----------------- | ------ | ----- | ----- |
| Vlag van Brazilië | Giva   | 6     | Retrô |

1915 · 1916 · 1917 · 1918 · 1919 · 1920 · 1921 · 1922 · 1923 · 1924 · 1925 · 1926 · 1927 · 1928 · 1929 · 1930 · 1931 · 1932 · 1933 · 1934 · 1935 · 1936 · 1937 · 1938 · 1939 · 1940 · 1941 · 1942 · 1943 · 1944 · 1945 · 1946 · 1947 · 1948 · 1949 · 1950 · 1951 · 1952 · 1953 · 1954 · 1955 · 1956 · 1957 · 1958 · 1959 · 1960 · 1961 · 1962 · 1963 · 1964 · 1965 · 1966 · 1967 · 1968 · 1969 · 1970 · 1971 · 1972 · 1973 · 1974 · 1975 · 1976 · 1977 · 1978 · 1979 · 1980 · 1981 · 1982 · 1983 · 1984 · 1985 · 1986 · 1987 · 1988 · 1989 · 1990 · 1991 · 1992 · 1993 · 1994 · 1995 · 1996 · 1997 · 1998 · 1999 · 2000 · 2001 · 2002 · 2003 · 2004 · 2005 · 2006 · 2007 · 2008 · 2009 · 2010 · 2011 · 2012 · 2013 · 2014 · 2015 · 2016 · 2017 · 2018 · 2019 · 2020 · 2021 · 2022 · 2023  · 2024